# The Toxic Avenger
The Toxic Avenger (El Hombre Químico, en Hispanoamérica; El Vengador Tóxico, en España y Chile) es una película estadounidense estrenada el 11 de abril de 1984, dirigida por Michael Herz y Lloyd Kaufman y producida por Troma Entertainment.

## Reparto
- Mitchell Cohen - The Toxic Avenger (como Melvin)
- Andree Maranda - Sara
- Jennifer Prichard - Wanda (como Jennifer Babtist)
- Cindy Manion - Julie
- Robert Prichard - Slug
- Gary Schneider - Bozo
- Pat Ryan - Mayor Belgoody (como Pat Ryan Jr.)
- Mark Torgl - Melvin Junko
- Dick Martinsen - Officer O'Clancy
- Chris Liano - Walter Harris
- David N. Weiss - Chief Of Police (como David Weiss)
- Dan Snow - Cigar Face
- Doug Isbecque - Knuckles
- Charles Lee Jr. - Nipples
- Xavier Barquet - Man Killed In Mexican Restaurant
- Dominick J. Calvitto - Skippy, Boy on Bicycle

## Argumento
Una población llamada Tromaville localizada cerca de Nueva Jersey (se ve al fondo esta ciudad) tiene el dudoso honor de ser la capital mayor gestora de residuos, basura tóxica y de malhechores. En esa ciudad hay un gimnasio, en donde trabaja como empleado de mantenimiento el protagonista, un joven muchacho un tanto introvertido y lerdo, también conocido como Melvin (Mitchell Cohen).
Todo transcurre más o menos con normalidad, ya que el alcalde es un corrupto, hay una banda de jóvenes que se dedica a atropellar a niños y mujeres.
El protagonista es objeto de burlas de un grupo de locos del gimnasio, los cuales le hacen una broma de mal gusto y, por su vergüenza, sale corriendo por un pasillo hacia una ventana y cae en un barril de ácido con pestilencia tóxica, en el cual se deforma adquiriendo poderes, así como poderes para salvar la ciudad, con los cuales se vengará de los causantes de su desdicha, y de paso limpiará la ciudad de racistas y mala gente.

## Secuelas
Existen varias secuelas: The Toxic Avenger II (1989, Lloyd Kaufman, Michael Herz), The Toxic Avenger Part III: The Last Temptation (1989, Michael Herz) y Citizen Toxie: The Toxic Avenger IV (2000, Lloyd Kaufman). La saga de películas del Vengador Tóxico se caracterizan por sus escenas de violencia excesiva, mutilación, humillación, humor obsceno, sexo y desnudos. Además se realizó una serie de animación para televisión (Toxic Crusaders) adaptada a los menores de edad donde se substituye el gore por un mensaje puramente ecológico. Con motivo de su 25 aniversario se realizó The Toxic Avenger: The Musical!.[cita requerida]

## Legado
La película se considera de culto principalmente por ser una película independiente, apreciada por los espectadores de la serie B profunda. Ha generado su propia serie en cómic y multitud de mercadotecnia, como figuras articuladas y camisetas.
Simon Delacroix, un músico francés, productor de música electrónica de género electro-trash/emotrónica con el pseudónimo de The Toxic Avenger, es reconocido por tener un sonido punk ochentero y por ocultar su rostro usando la famosa máscara de Sgt. Kabukiman, otro personaje de Troma Entertainment.